# Florence Howe
Pour les articles homonymes, voir Howe.
Florence Rosenfeld Howe née le 17 mars 1929 à Brooklyn, morte le 12 septembre 2020 est une essayiste féministe, spécialiste de la littérature américaine. Elle crée la maison d'édition Feminist Press afin de partager, transmettre et diffuser la littérature et les essais féministes.

## Biographie
Son père Samuel est chauffeur de taxi. Sa mère Frances Stilly Rosenfeld est comptable. Elle encourage sa fille à entreprendre une carrière d'enseignante. En 1943, Florence Howe entre au Hunter College High School de New York. Elle poursuit ses études au Hunter College. En 1949, elle est admise à Phi Beta Kappa, organisation fraternelle universitaire qui regroupe les meilleurs élèves. En 1950, elle obtient son bachelor of arts. Elle poursuit ses études au Smith College et obtint un master of arts, en anglais en 1951. En 1954, elle complète sa formation à l'Université du Wisconsin, en histoire de l'art et littérature.
En 1960, elle est assistante d'enseignement  au département d'anglais, au Goucher College (en), université pour femmes, située à Baltimore dans le Maryland.
En 1964, elle se rend à Jackson, dans le Mississippi, en tant que volontaire du Freedom Summer. Elle enseigne dans une Freedom Schools pour enfants noirs. Elle réalise à quel point, les ouvrages pédagogiques ignorent l'histoire des femmes et de la population africaine-américaine. En 1965, elle publie à la Harvard Education Review, un essai Myths of Coeducation. Dans le chapitre Mississippi Freedom Schools: the Politics of Education, elle explique comment elle lie les questions d'éducation, de race et de classe au sein du féminisme.
En 1970, elle fonde avec la Baltimore Women's Liberation, Feminist Press. Il s'agit de publier des ouvrages afin de faire progresser les droits des femmes et partager les perspectives féministes. Au printemps 1971, elle est nommée professeure à l'Université d'État de New York. Elle se consacre au développement de la maison d'édition avec l'aide des étudiantes. Elle dirige The Feminist Press jusqu'en 2000.
En 1973, elle préside la Modern Language Association, après avoir intégrée la commission sur le statut des femmes dans la profession. En 1978, elle publie un second essai Mythes de la coéducation. Elle explique que l'éducation des femmes est contrainte par les fondements de la société patriarcale.
De 1972 à 1982, elle participe à la rédaction de Women's Studies Quarterly (en), une revue féministe semestrielle à comité de lecture.
En 1985, elle est nommée professeure à la City University of New York. En 2000, elle quitte ses fonctions qu'elle occupait à la Feminist Press.Le 12 septembre 2020 à New York, elle meurt à l'âge de 91 ans, à Manhattan.

## Distinction
- doctorat honorifique en lettres humaines, New England College (en), 1977
- doctorat honorifique en lettres humaines, Skidmore College, 1979
- doctorat honorifique de l'Université DePauw en 1987
- Women's Caucus for the Modern Languages (en) attribue chaque année un prix Florence Howe pour récompenser deux essais, l'un en anglais le deuxième en langue étrangère[9]